# Toarp och Tåstarp
Toarp och Tåstarp – miejscowość (tätort) w Szwecji, w regionie administracyjnym (län) Skania, w gminie Ängelholm.
Według danych Szwedzkiego Urzędu Statystycznego liczba ludności wyniosła: 221 (31 grudnia 2015), 219 (31 grudnia 2018) i 221 (31 grudnia 2019).